# Ivan Crnojević
Ivan Crnojević, crnog. ćiril. Иван Црнојевић, crnogorski Gospodar, najmoćniji vladar treće po redu crnogorske državne dinastije Crnojevića, utemeljitelj Cetinja kao povijesne prijestolnice i Cetinjskoga manastira kao novog sjedišta pravoslavne mitropolije.

## Obiteljske veze
Ivan je sin Stefana I. Crnojevića (crnogorskog vladara od 1451. do 1464. – 1465. godine) i majke Marije koja je bila rođena sestra albanskog vladara Skenderbega. Kao mladić, proveo je Ivan 10 godina u zatočeništvu kod bosanskog plemića Stjepana Vukčića Kosače. 
Najprije je Ivan bio oženjen s Gojsavom, kćeri Đorđa Arijanita Komnina, ali se 1469. ponovno oženio Marom, kćeri Stjepana Vukčića Kosače. 
Imao je Ivan tri sina: Đurađa, Stefana II. i Stanišu, te dvije kćeri o kojima u povijesnim izvorima nema točnijih podataka. Ivana je naslijedio Đurađ, a poslije njega Stefan II., dok je Staniša primio islam, nazvao se Skenderbeg Crnojević i postao osmanski sandžak-beg.

## Kao vladar
Nakon smrti oca Stefana, Ivan je naslijedio prijestolje. Godine 1465. napao je posjede Mletačke Republike na Crnogorskom primorju, poglavito oko Kotora, pozivajući se na povijesno pravo nad ovim oblastima. No, premda su ga prvotno Mlečani osudili na smrt, naredne su se godine dogovorili s Ivanom. Darovali su ga titulom vojvode, a Ivan je zauzvrat obećao da će obustaviti oružane napade i umiriti tamošnje stanovništvo koje mu je bilo sklono. 
Godine 1471. Osmanlije su uspjele pritisnuti Ivana te im je morao obećati davanje godišnjeg danka od 700 zlatnih dukata. No, Mleci su opet nastojali pridobiti Ivana, pa su 1473. dali Ivanu i njegovim potomcima mletačke plemićke titule, vojnu opskrbu i 600 dukata godišnje pomoći. Već je 1474. Ivan prestao plaćati danak Osmanlijama. Te je godine otpočela osmanska opsada Skadra, kojeg su kontrolirali Mleci. Ivan je uputio Mlecima u pomoć postrojbe u jačini od 8.000 ljudi, pa je osmanlijski pokušaj zauzimanja Skadra propao.

## Žabljak Crnojevića
Oko 1475. Ivan je počeo zidati utvrdu Obod (Riječki grad), iznad Skadarskoga jezera, kao odgovor na osmanlijsko utvrđivanje Podgorice. 
Godine 1478. ponovno je otpočela osmanlijska opsada Skadra. Koncem ljeta te godine, sultan Mehmed III. naredio je protuudare koji su okončani osvajanjem Žabljaka Crnojevića, Ivanove prijestolnice. 
Godine 1479. Mleci su Osmanlijama predali Skadar koji su dobili priliku koncentrirati snage na Crnu Goru. Ivan je te godine prešao na teritorij Mletačke Republike.

## Povratak u Crnu Goru
Nakon smrti sultana Mehmeda III. 1481. Ivan se u velikom stilu vraća sa svojim postrojbama u domovinu, te u silovitim naletima protjeruje Osmanlije. No, nakon što su se konsolidirali, Osmanlije su opet priprijetile Crnoj Gori i Ivan ponovno prihvaća isplaćivati godišnji danak.
Također, u tome je razdoblju Ivan imao sporove s Mlecima oko svojih solana u okolici Kotora (Grbalj). Njegova je država obuhvaćala i uski dio obale od Miločera do Svetog Stefana.
Stiješnjen između dvije onovremene vojne i političke sile, Osmanskoga Carstva i Mletačke Republike, Ivan je poslao svoga najmlađeg sina Stanišu kao zalog mira u Carigrad, kamo je ovaj kasnije prešao na islam i nazvao se po svome albanskome ujaku, Skenderbeg. Za svojeg drugog sina, nasljednika Đurađa, Ivan je zaprosio kćer metačkog plemića Antonia Erica.

## Sazdanje Cetinja
S Oboda je Ivan prenio prijestonicu na Cetinje 1482. kamo je 1484. godine podigao i Cetinjski manastir u koji je postavio sjedište Zetske mitropolije.

## Smrt
Umro je krajem lipnja 1490. godine (po Julijanskom kalendaru).

## Svetac
Ivan je koristio titulu Gospodar (latinski Dominus) a također, na pečatima, potpisivao se kao Ivan Crnojević, gospodar zetski.
Crnogorska pravoslavna Crkva Ivana Crnojevića 4. srpnja slavi kao Svetog Ivana Pravednog.

## Vanjske poveznice
- Dr. Dragoje Živković VRIJEME IVANA CRNOJEVIĆA, odlomak iz "Istorija crnogorskoga naroda", I, Cetinje (crnogorski)
- O zvonu Ivana Crnojevića na Cetinjskom manastiru (crnogorski)
- Proslava Svetog Ivana Pravednog među Crnogorcima u Lovćencu, općina Mali Iđoš (Srbija) (crnogorski)
- "Ivan Crnojević - najznačajnija ličnost crnogorske istorije"  Arhivirana inačica izvorne stranice od 2. srpnja 2015. (Wayback Machine) (crnogorski)